# Brassaiopsis bodinieri
Brassaiopsis bodinieri là một loài thực vật có hoa trong Họ Cuồng cuồng. Loài này được (H.Lév.) J.Wen & Lowry mô tả khoa học đầu tiên năm 2006.